# Нгоронгоро
Нгоронгоро — огромный кратер в Танзании на краю саванны Серенгети, возникший как кальдера в результате коллапса крупного вулкана около 2,5 миллионов лет назад. Расположен северо-восточнее озера Эяси и северо-западнее озера Маньяра.
Глубина кратера составляет 610 м. Его края возвышаются на 2286 м над уровнем моря. Диаметр кратера Нгоронгоро составляет от 17 до 21 км, его общая площадь насчитывает примерно 265 км². На дне кратера расположено озеро Магади, знаменитое популяцией фламинго. Кратер Нгоронгоро уникален тем, что за многие годы в нём образовалась своя собственная среда обитания для многих видов животных, которые не имеют возможности выбраться наружу.

## Климат и растительность
Из-за перепада высот и динамики воздушных масс микроклимат в Нгоронгоро сильно варьирует в зависимости от места. Более высокие местности обычно влажные и туманные. Равнина подвержена сильным колебаниям температуры. Большинство осадков выпадает в ноябре и апреле, их количество также сильно варьируется в зависимости от местоположения. Края кратера покрыты кустарниковой растительностью и являются влажной саванной с высокой травой и остаточными вечнозелёными горными лесами. На дне кратера трава короче, существуют источники для питья и акациевые леса.

## Животный мир

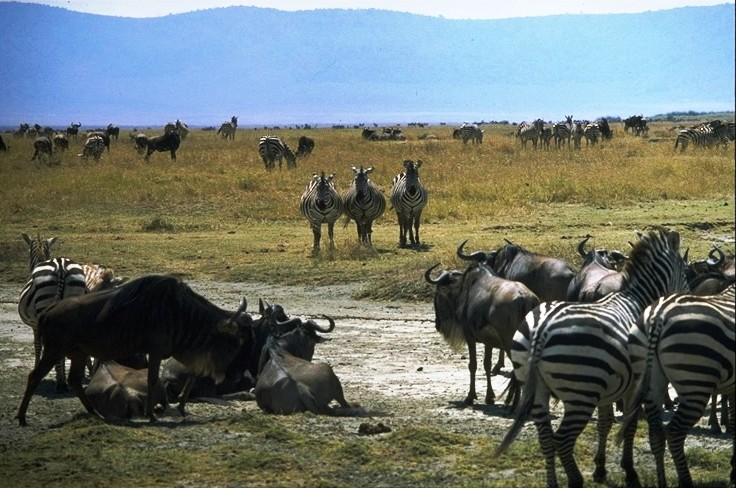
Зебры и гну в Нгоронгоро

В кратере обитает около 25 тысяч животных, в нём наблюдается самая высокая плотность хищников во всей Африке. Особенно часто в Нгоронгоро встречаются зебры, буйволы и различные виды антилоп, такие как гну, канны и газели. На них охотятся живущие в кратере львы и леопарды. Помимо них, в Нгоронгоро обитают также чёрные носороги, слоны и, что является необычным для этих широт, бегемоты. Большие миграционные потоки животных из Серенгети часто проходят через кратер Нгоронгоро.

## История
В начале XX века в безлюдном кратере поселился немецкий фермер Адольф Зидетопф со своей женой Паулой и начал заниматься скотоводством и выращиванием пшеницы. В это время в кратере поселилась и небольшая группа масаев, чтобы взаимно помогать друг другу в разведении скота и в отражении нападений хищников. По окончании Первой мировой войны Зидетопф вернулся в Германию. Масаи также покинули кратер — они были выселены, так как среди них могли прятаться браконьеры.

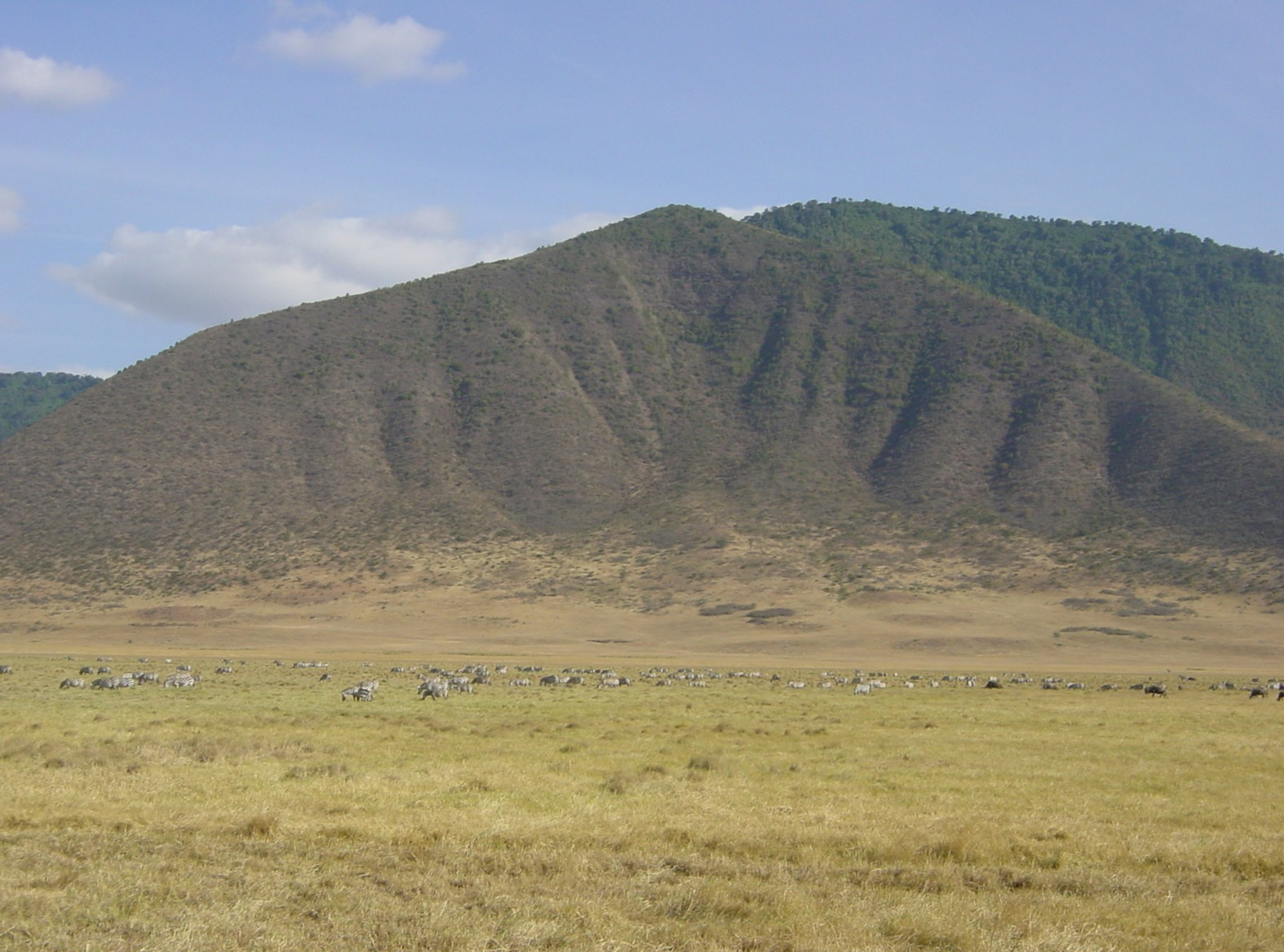
Стада животных в Нгоронгоро

С 1951 года кратер является частью национального парка Серенгети. В 1959 году вне кратера был создан особый заповедник — Охраняемая область Нгоронгоро (англ. Ngorongoro Conservation Area), в котором масаям было разрешено поселение и выпас скота. В 1975 году сельскохозяйственная деятельность в кратере была окончательно запрещена. В 1979 году кратер Нгоронгоро был включён в список Всемирного наследия ЮНЕСКО в качестве выдающегося памятника природы, а в 1981 году признан как биосферный заповедник.
В докладе для комиссии по Всемирному природному наследию 2006 года администрация указывает на то, что растущее количество автомобилей туристов в парке становится всё большей проблемой. На внешних территориях парка то и дело пытаются селиться жители окрестных областей, и неоднократно приходилось устранять нелегальные сельскохозяйственные угодья. В последнее время во всём национальном парке насчитывается до 60 тысяч пастухов с более чем 350 тысячами голов скота. Это гораздо больше, чем возможно прокормить без нелегального выращивания зерна. Правительство Танзании собирается решить проблему путём закупки земель вне парка.

## Другое
У края кратера похоронены зоологи Михаэль Гржимек (ум. 1959) и Бернхард Гржимек (ум. 1987), изучавшие здешнюю местность. Бернхард Гржимек основал во Франкфурте в 1960-х годах Институт по исследованию Серенгети, который собирал ценную информацию о (миграционном) поведении многочисленных видов и помог их сохранению. Поблизости от кратера расположено ущелье Олдувай, где впервые были найдены следы олдувайской культуры (оно и дало ей название).

## Кратер Нгоронгоро в массовой культуре
Одна из локаций многопользовательской ролевой игры World of WarCraft называется "Кратер Ун'горо". Локация имеет ряд черт, характерных для Нгоронгоро и является прямой отсылкой к этому объекту реального мира.